# Episodi di Breadwinners - Anatre fuori di testa (prima stagione)
La prima stagione della serie televisiva Breadwinners - Anatre fuori di testa va in onda negli Stati Uniti d'America dal 17 febbraio 2014. L'8 maggio 2014 la serie è stata rinnovata per una seconda stagione
In Italia la serie va in onda dal 20 ottobre 2014 su Nickelodeon
| nº | Titolo originale          | Titolo italiano             | Prima TV USA      | Prima TV Italia |
| -- | ------------------------- | --------------------------- | ----------------- | --------------- |
| 1  | Thug Loaf                 | Consegna pericolosa         | 17 febbraio 2014  | 20 ottobre 2014 |
| 1  | Mine All Mine             | La miniera di pane          | 17 febbraio 2014  | 20 ottobre 2014 |
| 2  | Stank Breath              | Alito puzzone               | 22 febbraio 2014  | 21 ottobre 2014 |
| 2  | Frog Day Afternoon        | Il giorno della rana        | 22 febbraio 2014  | 21 ottobre 2014 |
| 3  | Employee Of The Month     | L'impiegato del mese        | 1 marzo 2014      | 22 ottobre 2014 |
| 3  | Brocrastination           | Rimandare                   | 1 marzo 2014      | 22 ottobre 2014 |
| 4  | Rocket Trouble            | Problemi meccanici          | 8 marzo 2014      | 23 ottobre 2014 |
| 4  | The Brave And The Mold    | La muffa letale             | 8 marzo 2014      | 23 ottobre 2014 |
| 5  | Lost At Pond              | Persi nello stagno          | 15 marzo 2014     | 24 ottobre 2014 |
| 5  | From Bad To Nurse         | Di male in peggio           | 15 marzo 2014     | 24 ottobre 2014 |
| 6  | Love Loaf                 | La pagnotta dell'amore      | 22 marzo 2014     | 27 ottobre 2014 |
| 6  | Beach Day Of Horror       | Il mostro della spiaggia    | 22 marzo 2014     | 27 ottobre 2014 |
| 7  | Quazy For Vanessa         | Pazzo di Vanessa            | 31 maggio 2014    | 28 ottobre 2014 |
| 7  | Tunnel Of Fear            | Il tunnel della paura       | 31 maggio 2014    | 28 ottobre 2014 |
| 8  | Driver's Breaducation     | Lezioni di guida            | 7 giugno 2014     | 29 ottobre 2014 |
| 8  | Food Fight Club           | Il Pan Fight Club           | 7 giugno 2014     | 29 ottobre 2014 |
| 9  | Diner Ducks               | Un nuovo lavoro             | 14 giugno 2014    | 30 ottobre 2014 |
| 9  | Switcheroo                | Lo scambio                  | 14 giugno 2014    | 30 ottobre 2014 |
| 10 | Introducktions            | Presentazioni               | 20 settembre 2014 | 21 aprile 2015  |
| 10 | Fowl Feud                 | La lite                     | 20 settembre 2014 | 21 aprile 2015  |
| 11 | Insane In The Crane Game  | Pazzi per l'artiglio        | 27 settembre 2014 | 19 aprile 2015  |
| 11 | Buhdeuce Goes Berserks    | Buhdeuce il furioso         | 27 settembre 2014 | 19 aprile 2015  |
| 12 | Lil Loafie                | La piccola pagnotta         | 4 ottobre 2014    | 23 aprile 2015  |
| 12 | Oonski the Grateful       | Oonski il riconoscente      | 4 ottobre 2014    | 23 aprile 2015  |
| 13 | TNT-Midi                  | TNT-Midi                    | 11 ottobre 2014   | 20 aprile 2015  |
| 13 | Poltergoose               | Il polterpollo              | 11 ottobre 2014   | 20 aprile 2015  |
| 14 | Night of the Living Bread | La notte dei panini zombie  | 18 ottobre 2014   | 21 maggio 2015  |
| 15 | Pizzawinners              | Pizzawinners                | 1 novembre 2014   | 27 aprile 2015  |
| 15 | Yeasterday                | Ieri                        | 1 novembre 2014   | 27 aprile 2015  |
| 16 | Space Ducks               | Astropaperi                 | 15 novembre 2014  | 22 aprile 2015  |
| 16 | Kettastrophe              | La Kettastrofe              | 15 novembre 2014  | 22 aprile 2015  |
| 17 | Pondgea's Got Talent      | Stagnopoli's got talent     | 22 novembre 2014  | 28 aprile 2015  |
| 17 | Raging Mole               | Talpa scatenata             | 22 novembre 2014  | 28 aprile 2015  |
| 18 | Robot Arms                | Le Robot-braccia            | 12 aprile 2015    | 29 aprile 2015  |
| 18 | PB & J                    | Peebee contro Jelly         | 12 aprile 2015    | 29 aprile 2015  |
| 19 | Big Screen Buhdeuce       | Buhdeuce sul grande schermo | 19 aprile 2015    | 30 aprile 2015  |
| 19 | Weekend at Furfle's       | Weekend a casa Furfle       | 19 aprile 2015    | 30 aprile 2015  |
| 20 | Birds of a Feather        | Amici di piume              | 26 aprile 2015    | 24 aprile 2015  |